# 小行星3950
小行星3950（英語：3950 Yoshida）是一颗围绕太阳公转的小行星。1986年2月8日，伊野田繁、浦田武在烏山町发现了此天体。
这颗小行星的绝对星等为279.3093911253353等。